# Татарник звичайний
{{#ifeq:0|0|{{#if:|{{#if:Onopordumacanthium|[[]}}|}}}}
Тата́рник звича́йний (татарник колючий, чортополох; Onopordum acanthium, синонім — Onopoidon acanthium) — дворічна колюча трав'яниста рослина родини айстрових (складноцвітих). 

## Будова
Стебло пряме, 50–200 см заввишки, павутинисто-шерстисте, розгалужене, з 2–3 широкими (до 1,5 см завширшки) колючозубчастими крилами. 
Листки з обох боків сіропавутинисті, рідше — майже голі, великі, 12–30 (45) см завдовжки, до верхівки стебла поступово зменшуються в розмірі; прикореневі листки короткочерешкові, перистонадрізані або перисторозсічені, з колючозубчастими частками; стеблові — чергові, сидячі, часто надрізані, з колючими лопатями; колючки та зубці листків міцні, жовті. Квітки двостатеві, у великих (2–3 см завширшки), одиничних кошиках; віночок зрослопелюстковий, правильний, трубчастий, пурпуровий, з 5 зубчиками на верхівці. 
Обгортка черепичаста, павутиниста; її листочки яйцеподібні або видовженояйцеподібні, витягнуті в міцну зеленувату колючку. 
Плід — сім'янка. Одна рослина продукує до 40000 насінин на рік.
Цвіте з червня до вересня.

## Поширення
Татарник звичайний росте по всій території України на полях і засмічених місцях, уздовж шляхів, біля жител. 
Інвазивний вид, що засмічує пасовиська. Завезений в США у кінці 19 ст.

## Хімічний склад
Листя татарника містить алкалоїди (0,05%), сапоніни, гіркий сесквітерпеновий лактон аркціопікрин, вітамін С (47,4 — 93,2 мг%), вітамін К,, цукри (1,58%), смоли (1,6%), дубильні та інші речовини. У квіткових кошиках є сапоніни, інулін, барвник, вітамін C та інші сполуки.

## Практичне використання

### Фармакологічні властивості
Препарати татарника колючого виявляють сечогінну, в'яжучу, дермотонічну, кровоспинну й антимікробну дію, тонізують серцеву діяльність, збільшують силу серцевих скорочень, звужують периферичні кровоносні судини, підвищують артеріальний тиск, стимулюють секрецію травних залоз, збуджують (у малих дозах) або пригнічують (у великих дозах) центральну нервову систему. В експериментах встановлено, що препарати татарника малотоксичні й навіть при тривалому вживанні не виявляють побічного впливу на організм. Усередину препарати татарника дають при запальних захворюваннях сечового міхура, подагрі, ревматизмі й слабості серця, від набряків, стійкого спастичного кашлю і астми, як протисудомний засіб при правці, у випадку простудних захворювань, при злоякісних пухлинах, зокрема при раку матки, для профілактики метастазів після видалення злоякісних пухлин, як «кровоочисний» засіб та як засіб, що усуває пригнічений стан хворого й надає йому бадьорості. Широко використовують татарник і як зовнішній засіб. 
Свіжим соком рослин лікують (1 раз на день змащують уражені ділянки тіла) рак шкіри, гноячкові висипи при імпетиго, фурункули, гнійні рани, інфекційні тріщини куточків рота, лишаї, зокрема вовчий лишай, та коросту. 
Настоєм трави 2–3 рази на день полощуть рот при афтозі, лікують інфекційні тріщини куточків рота (змащують 2–3 рази на день), роблять обмивання, примочки і компреси при гнійних ранах, фурункулах і набряках запального походження. Настій квіткових кошиків використовують для примочок при захворюваннях очей. 
Настойку із свіжої трави татарника застосовують у гомеопатії.

### Заготівля і зберігання
Для виготовлення ліків використовують квіткові кошики (Flores Onopordonis acanthii) або всю надземну частину рослини без нижньої, грубої частини стебла (Herba Onopordonis acanthii). Зібрану в період цвітіння рослини сировину використовують свіжою (у вигляді соку) або сушать, розстеливши тонким шаром на листках паперу чи на іншій підстилці в затінку на вільному повітрі або в приміщенні з доброю вентиляцією. Готову сировину зберігають у добре закритих банках або бляшанках у сухому провітрюваному приміщенні. Рослина неофіцинальна.

### У харчуванні
Для їжі збирають незагрубілі молоді листки та весняні ніжні пагони, що використовуються головним чином для салатів і зелених борщів. На Далекому Сході молоді пагони й листя татарника сушать про запас. На Кавказі споживають корені однорічних рослин. Викопують їх на другий рік ранньої весни — тільки-но з'являться два перші розеткові листки. Коріння їдять вареним або печеним, з нього ж добувають крохмаль, а в декотрих районах розтирають на грубе борошно й крупу.

## Галерея

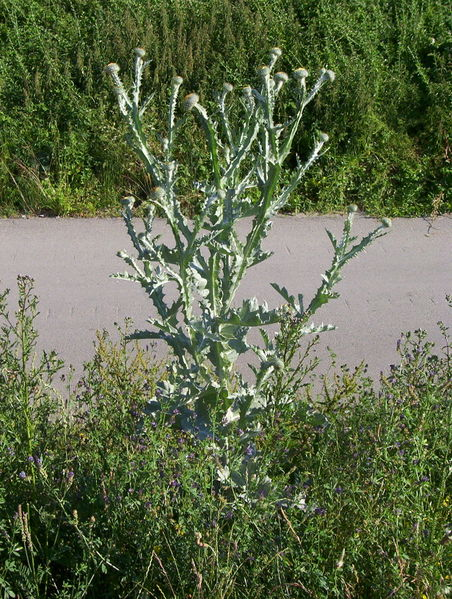
Зовнішній вигляд рослини
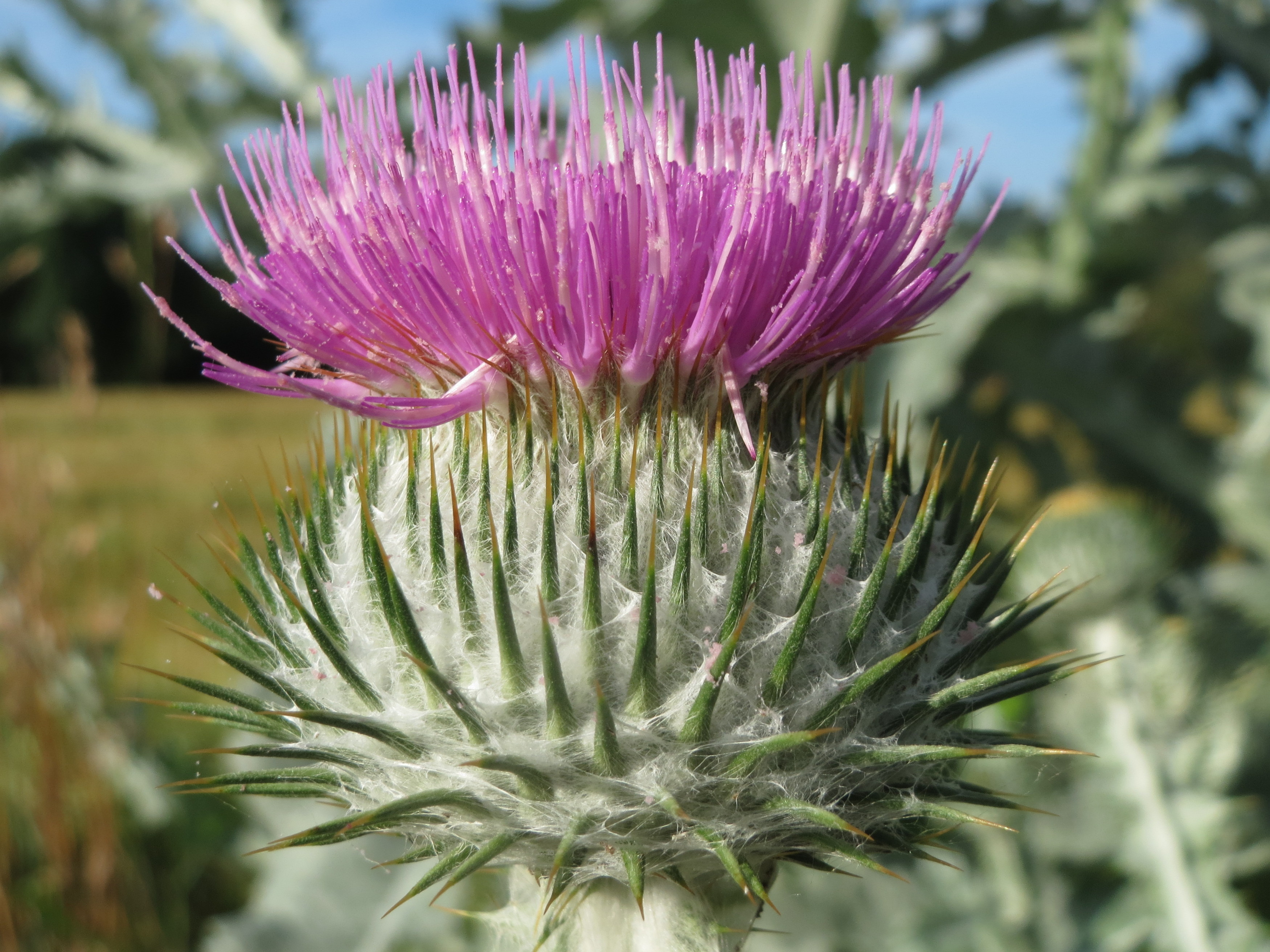
Суцвіття
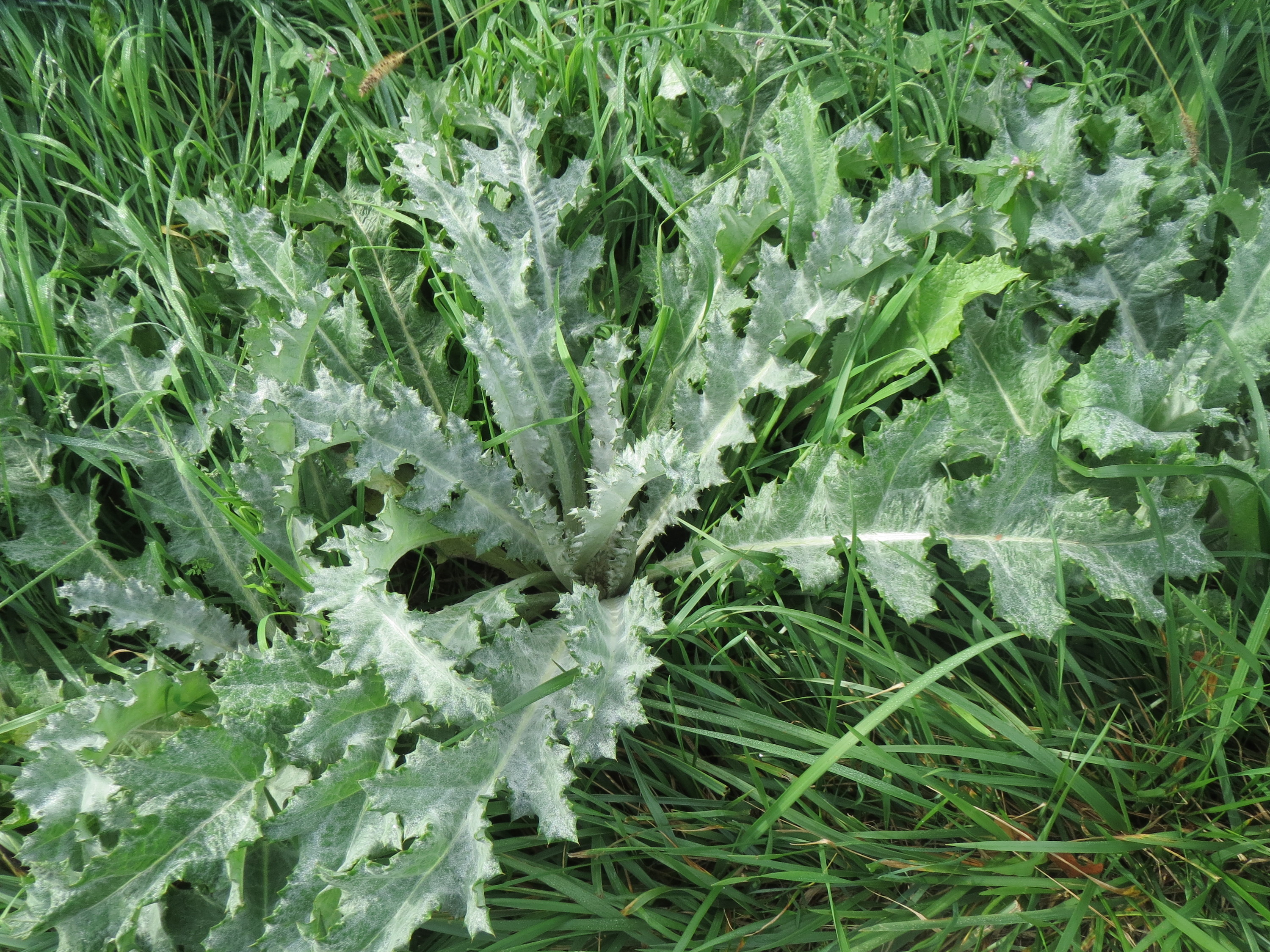
Прикоренева розетка
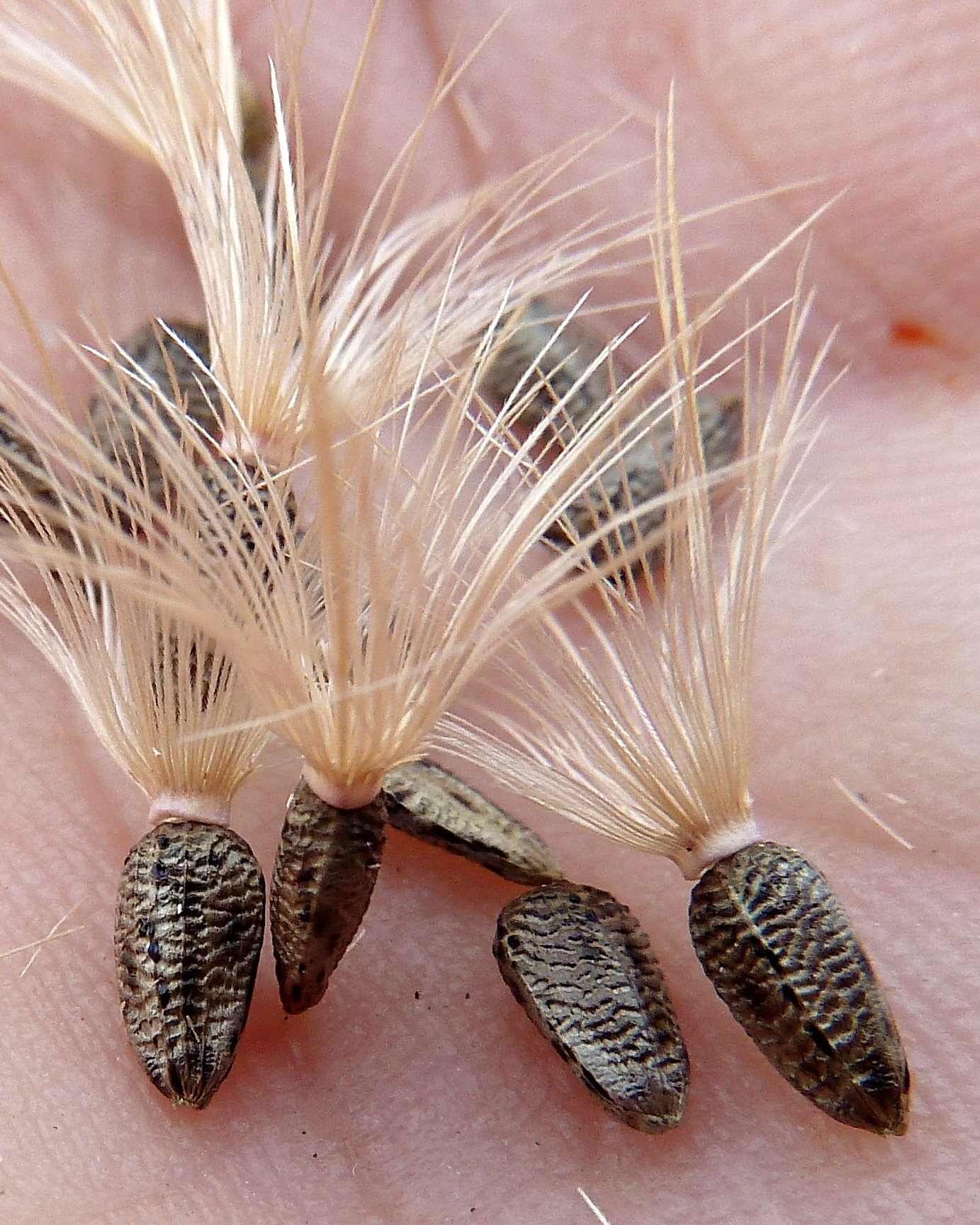
Насіння
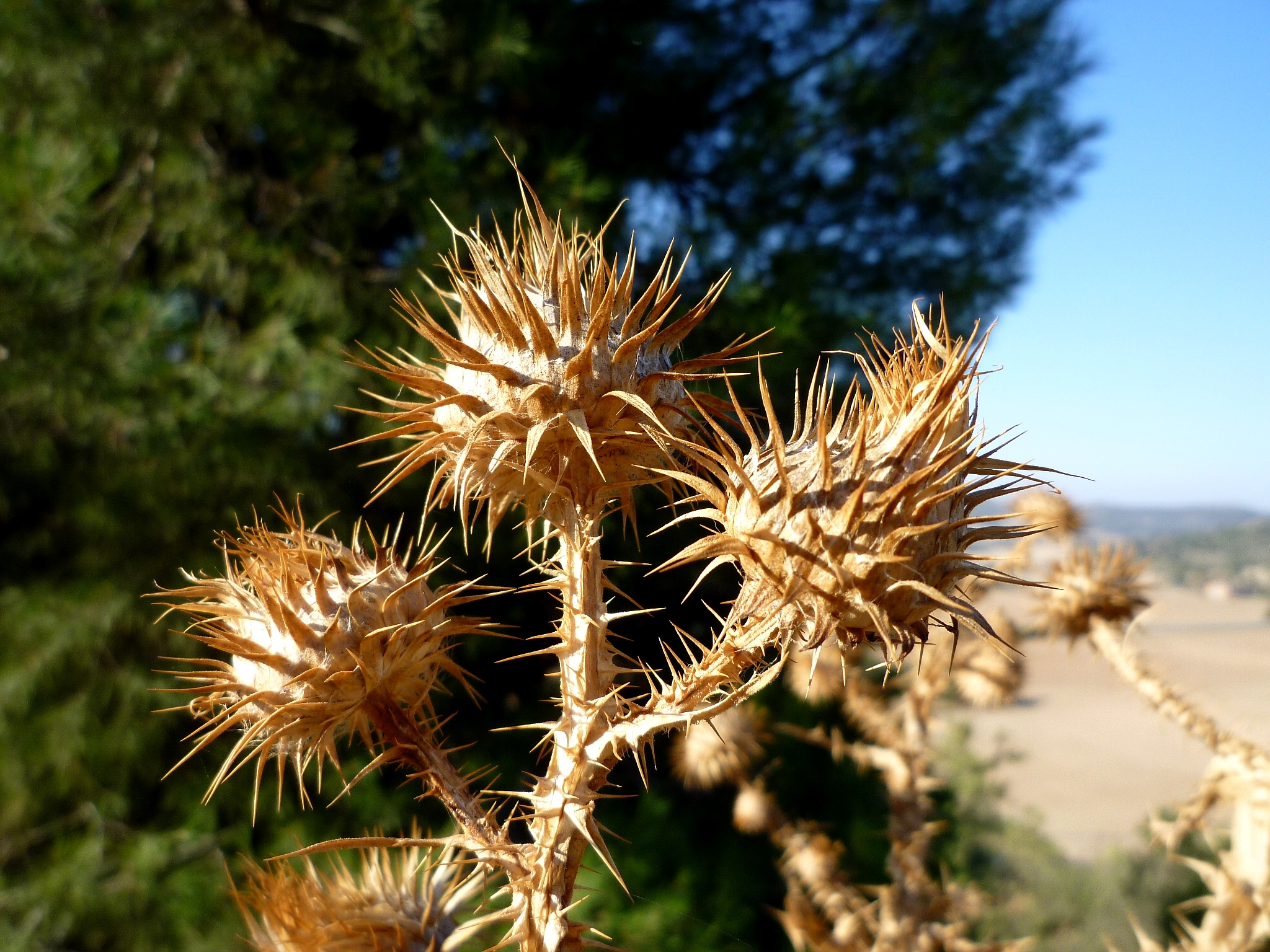
Плоди
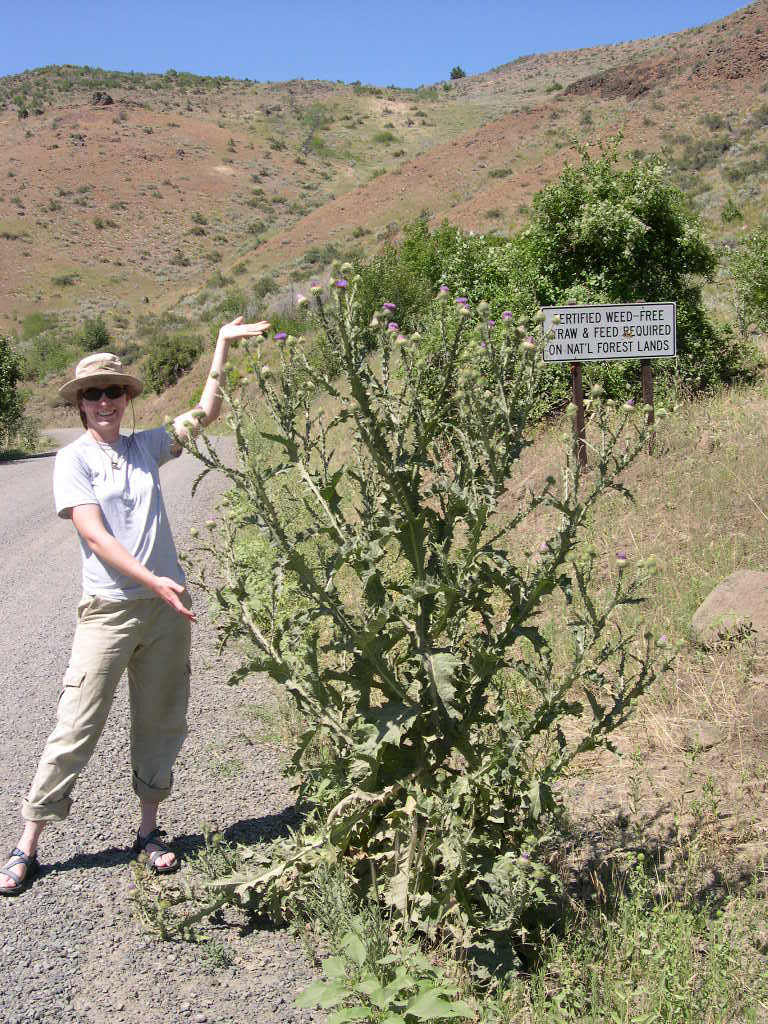
Розмір рослини у порівнянні з людиною